# Jaćmierz

Nieoficjalny herb wsi Jaćmierz

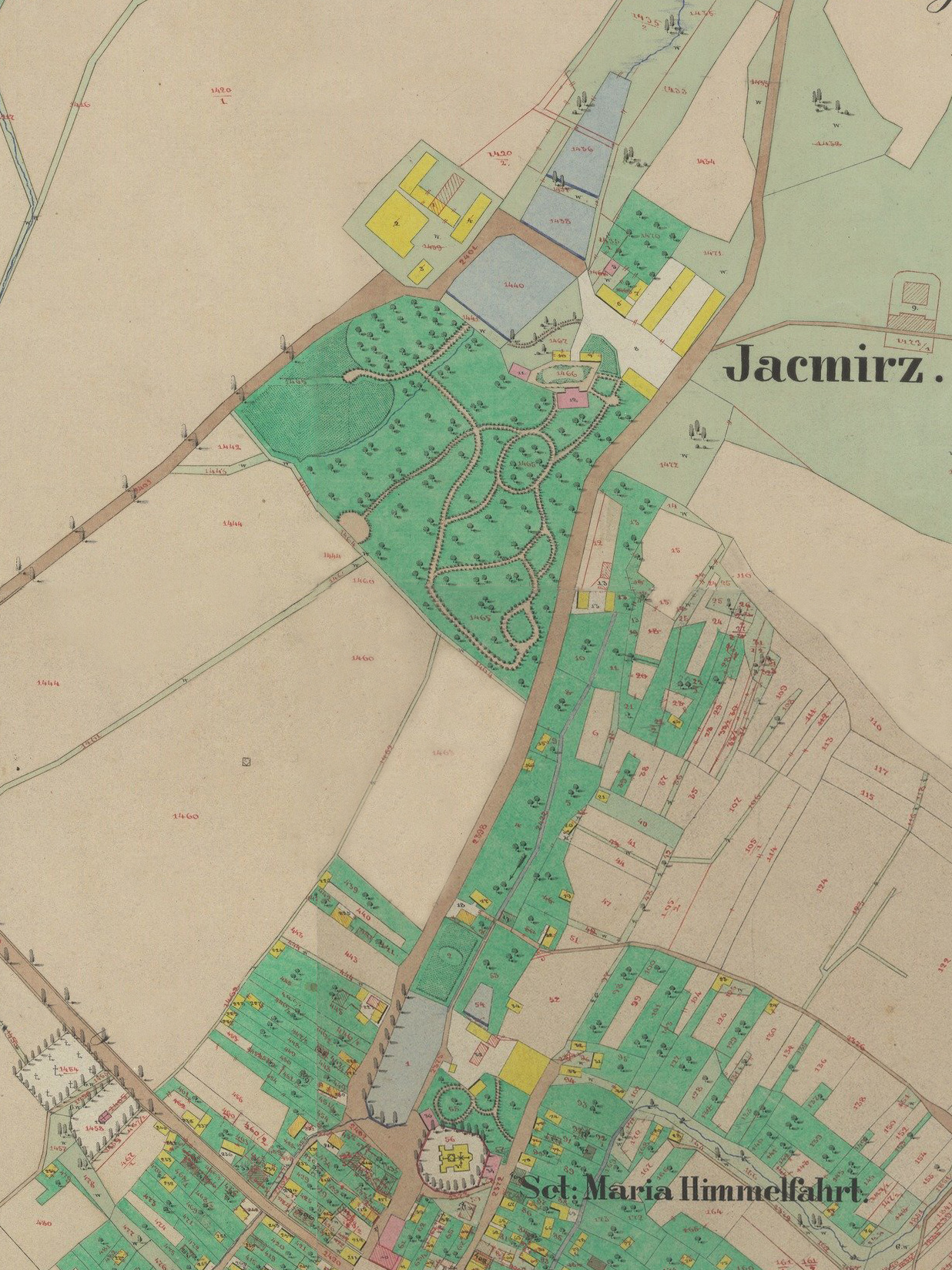
Jaćmierz: dwór i kościół na mapie z 1851

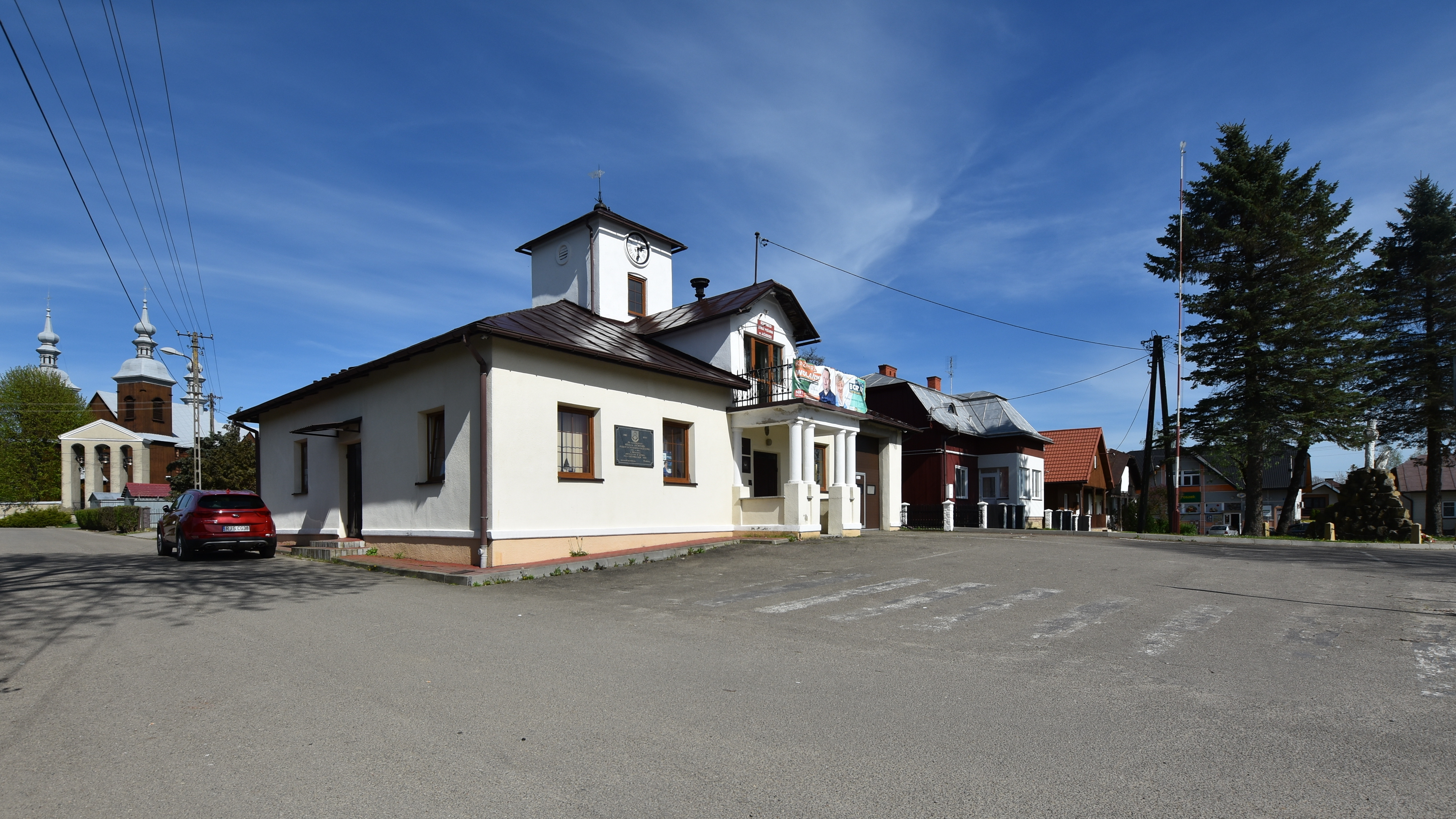
Stary ratusz w Jaćmierzu

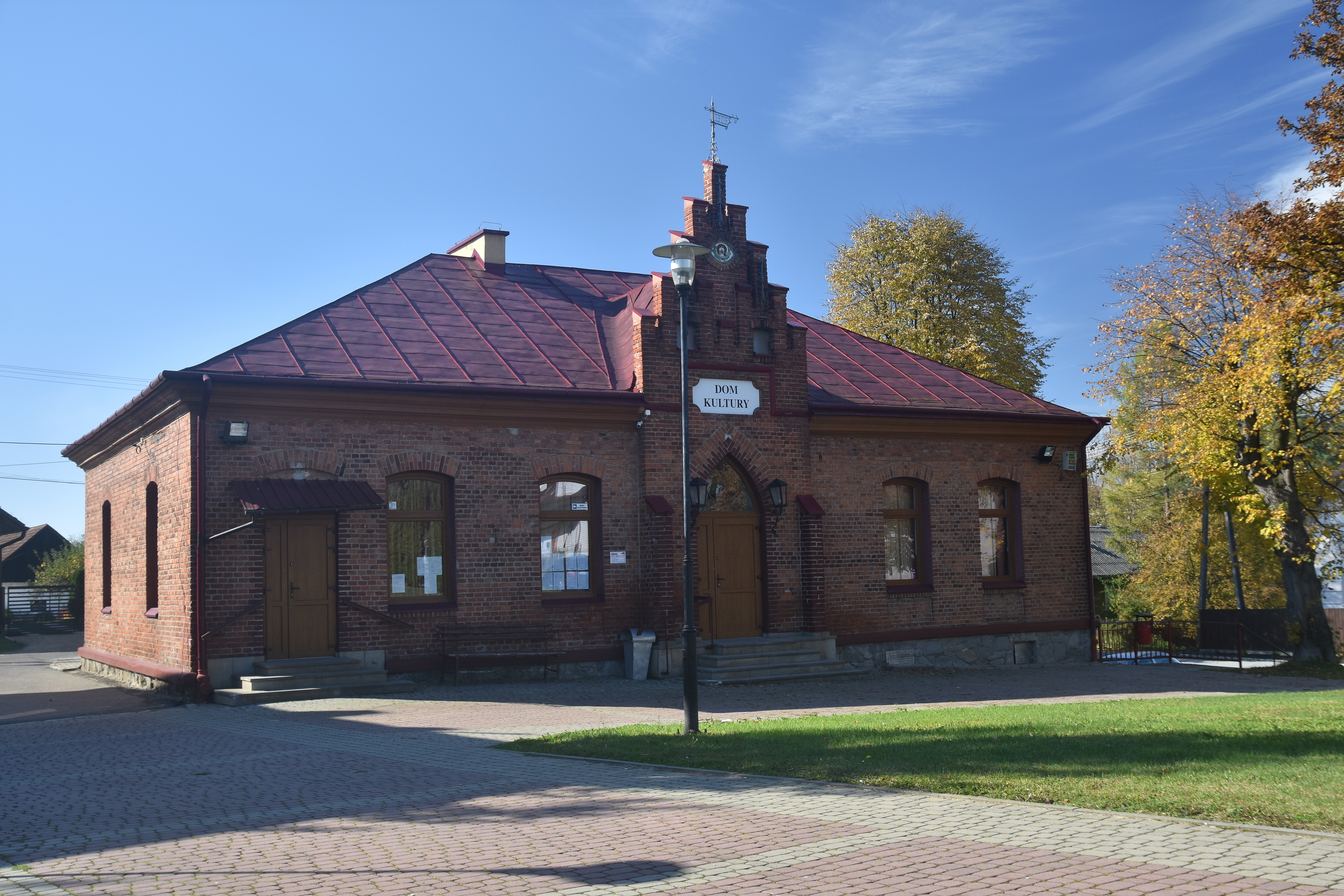
Dom Ludowy w Jaćmierzu

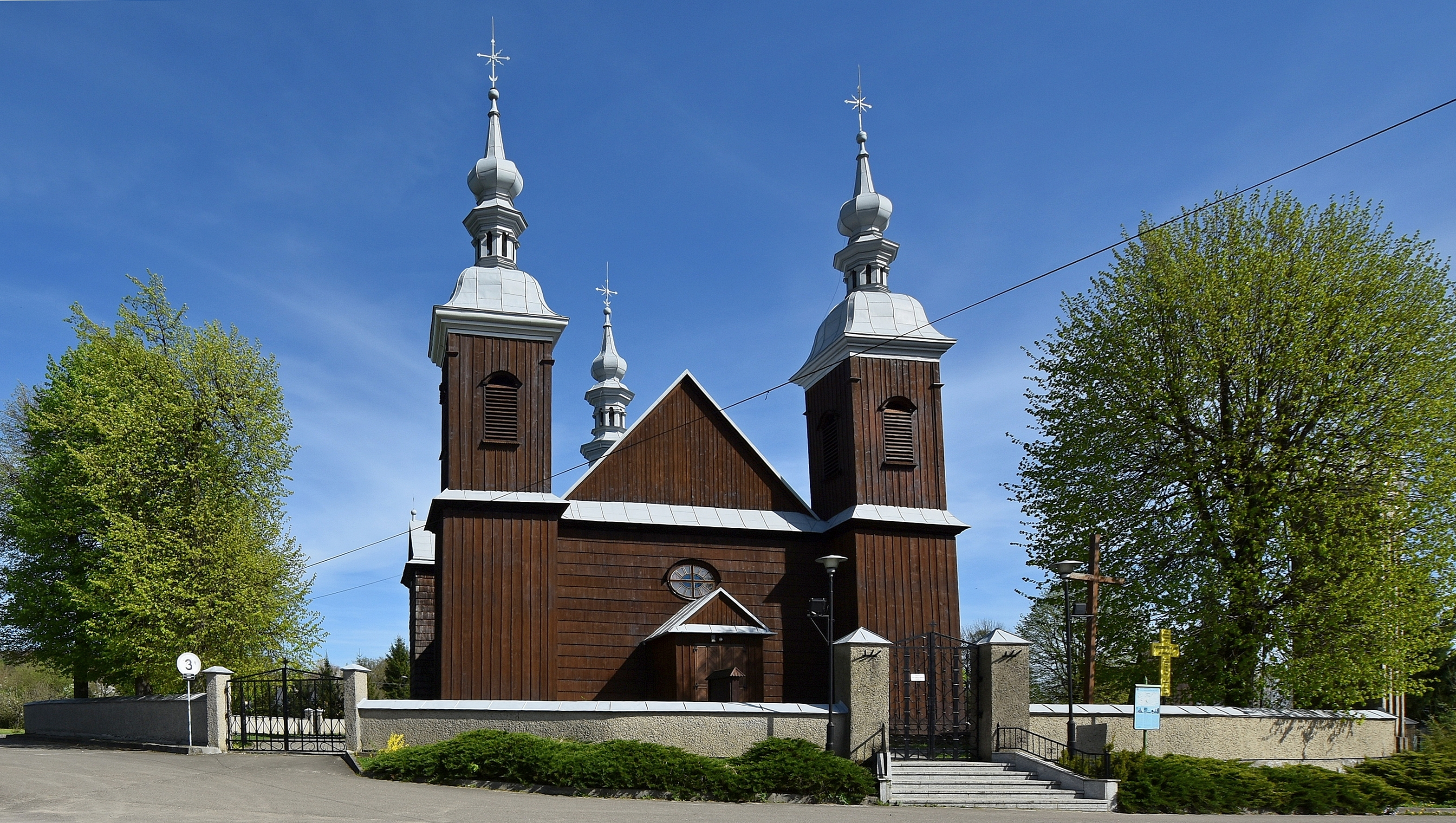
Kościół parafialny Wniebowzięcia Najświętszej Marii Panny

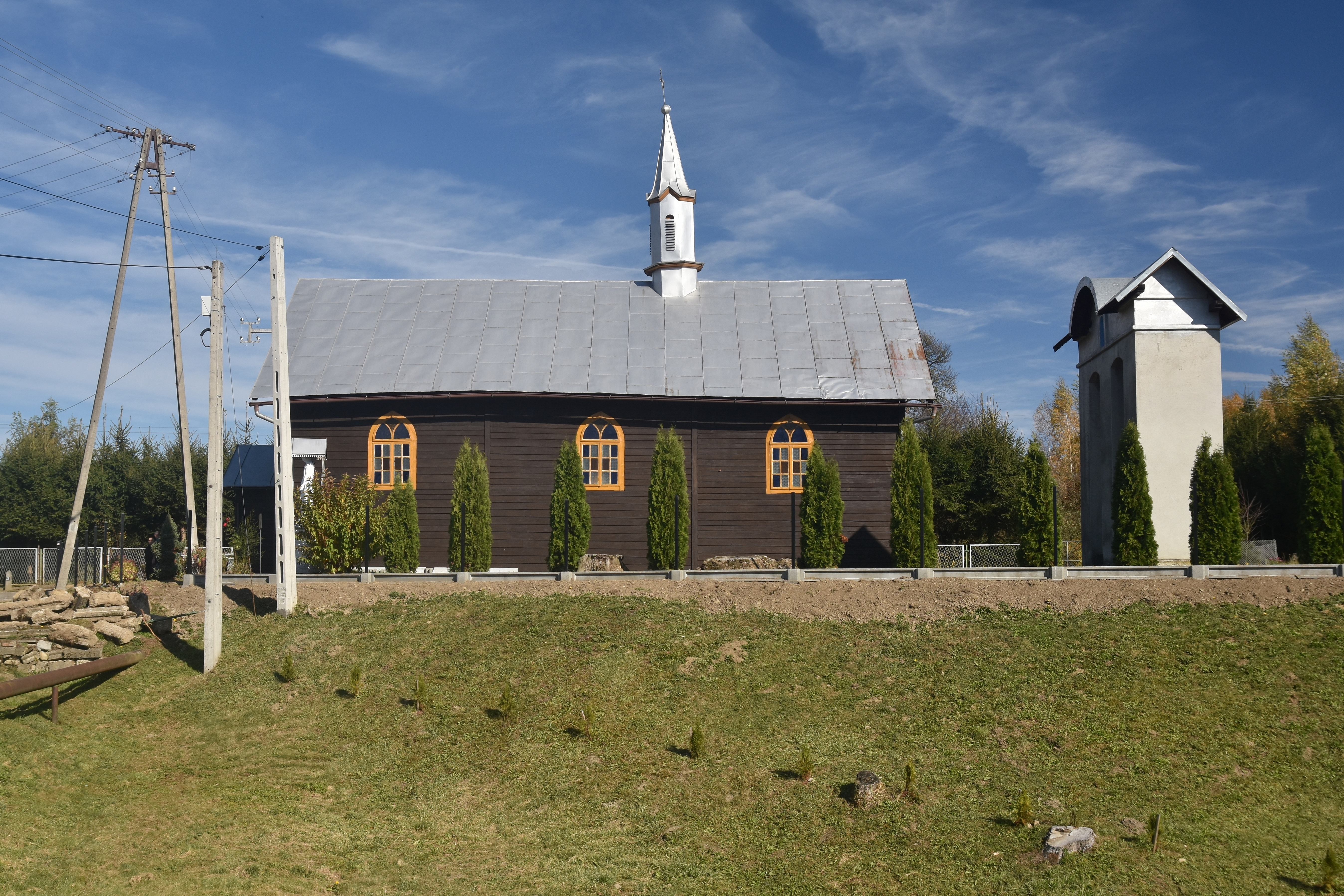
Kościół parafialny polskokatolicki

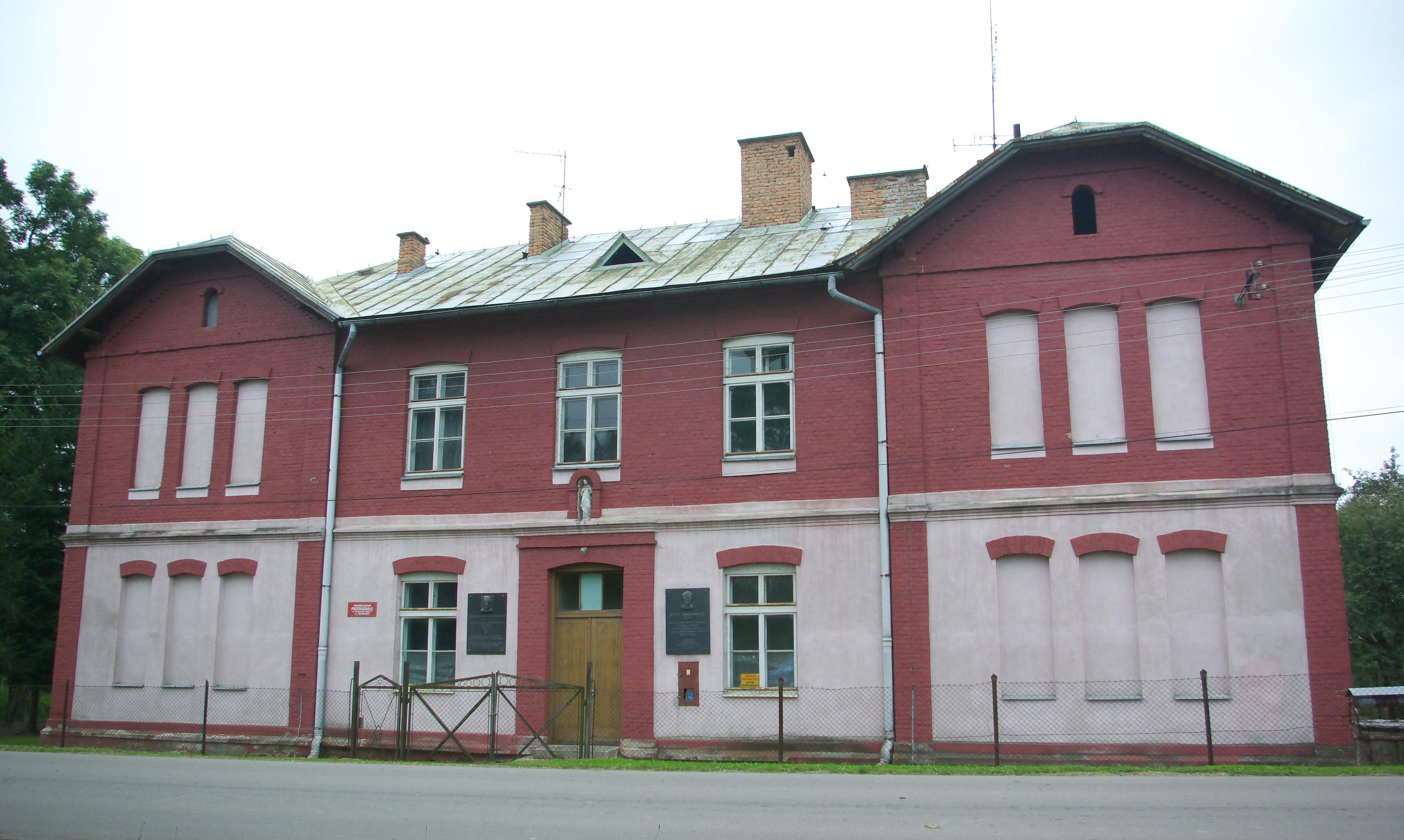
Stary budynek szkoły w Jaćmierzu

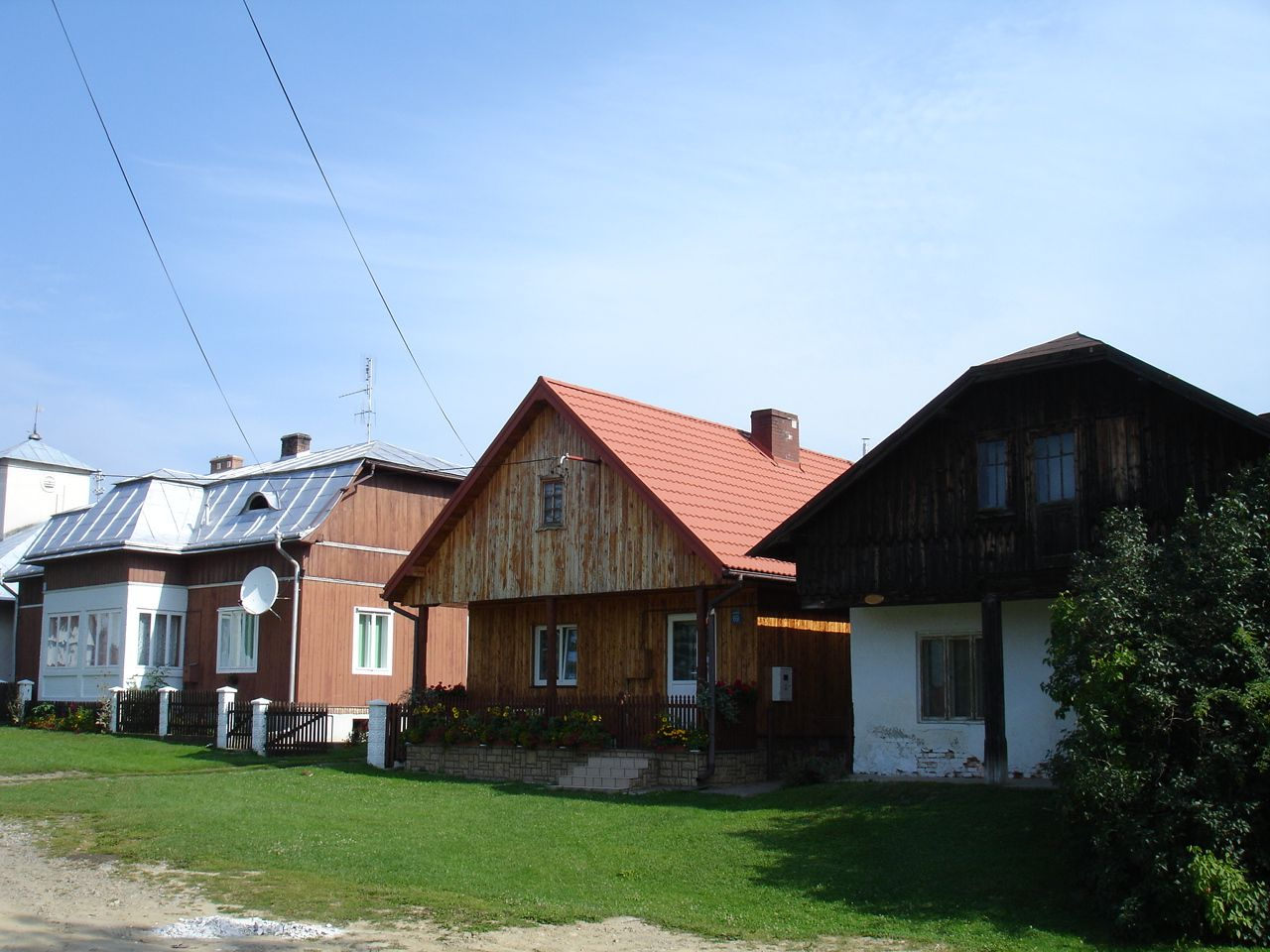
Zabudowa rynku w Jaćmierzu

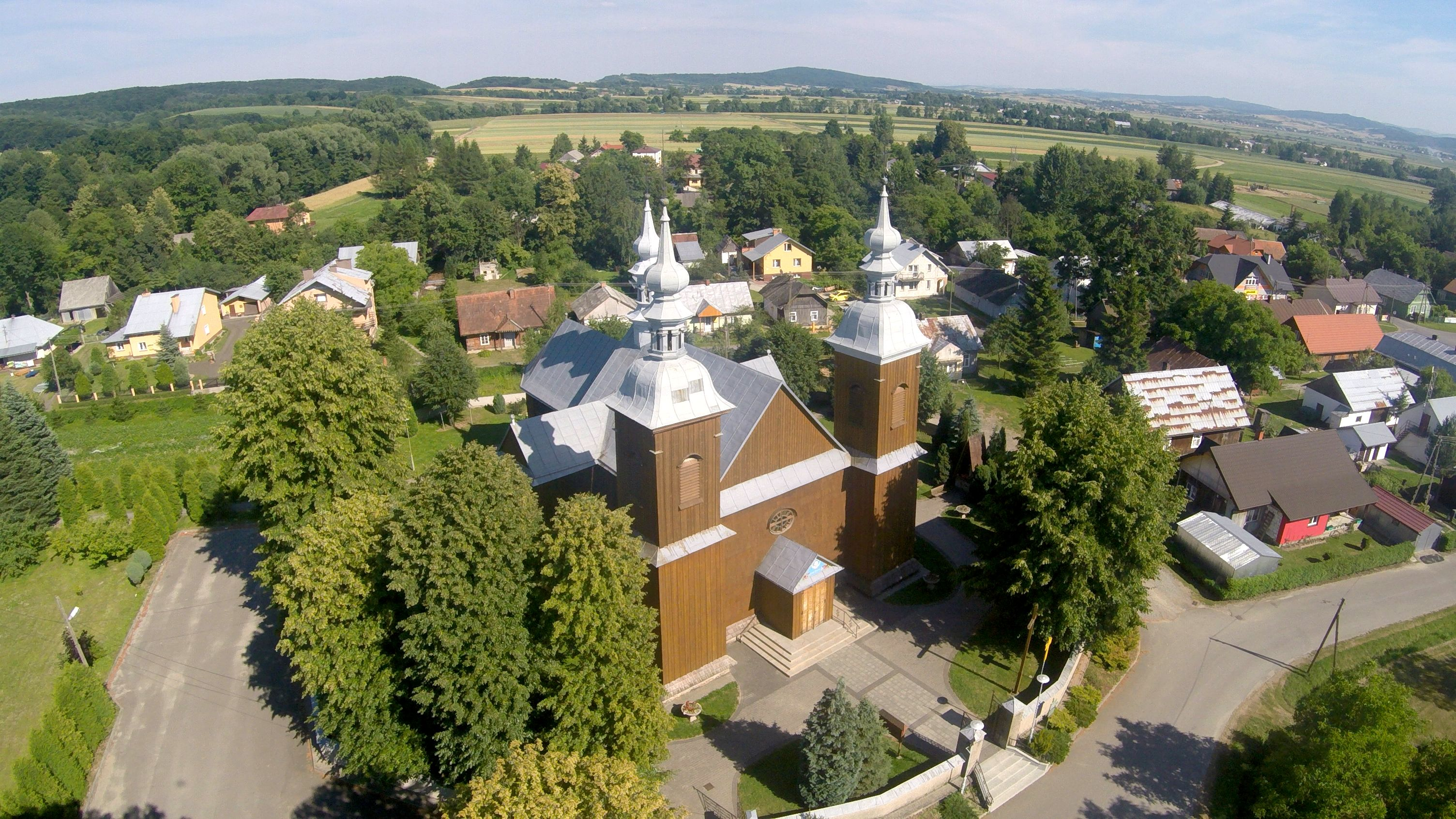
Jaćmierz z lotu ptaka

Jaćmierz – wieś (dawniej miasto) w Polsce, położona w województwie podkarpackim, w powiecie sanockim, w gminie Zarszyn.
Miejscowość położona jest na terenie dołów jasielsko-sanockich, w okolicy przeważają gleby bardzo żyzne, I klasy.

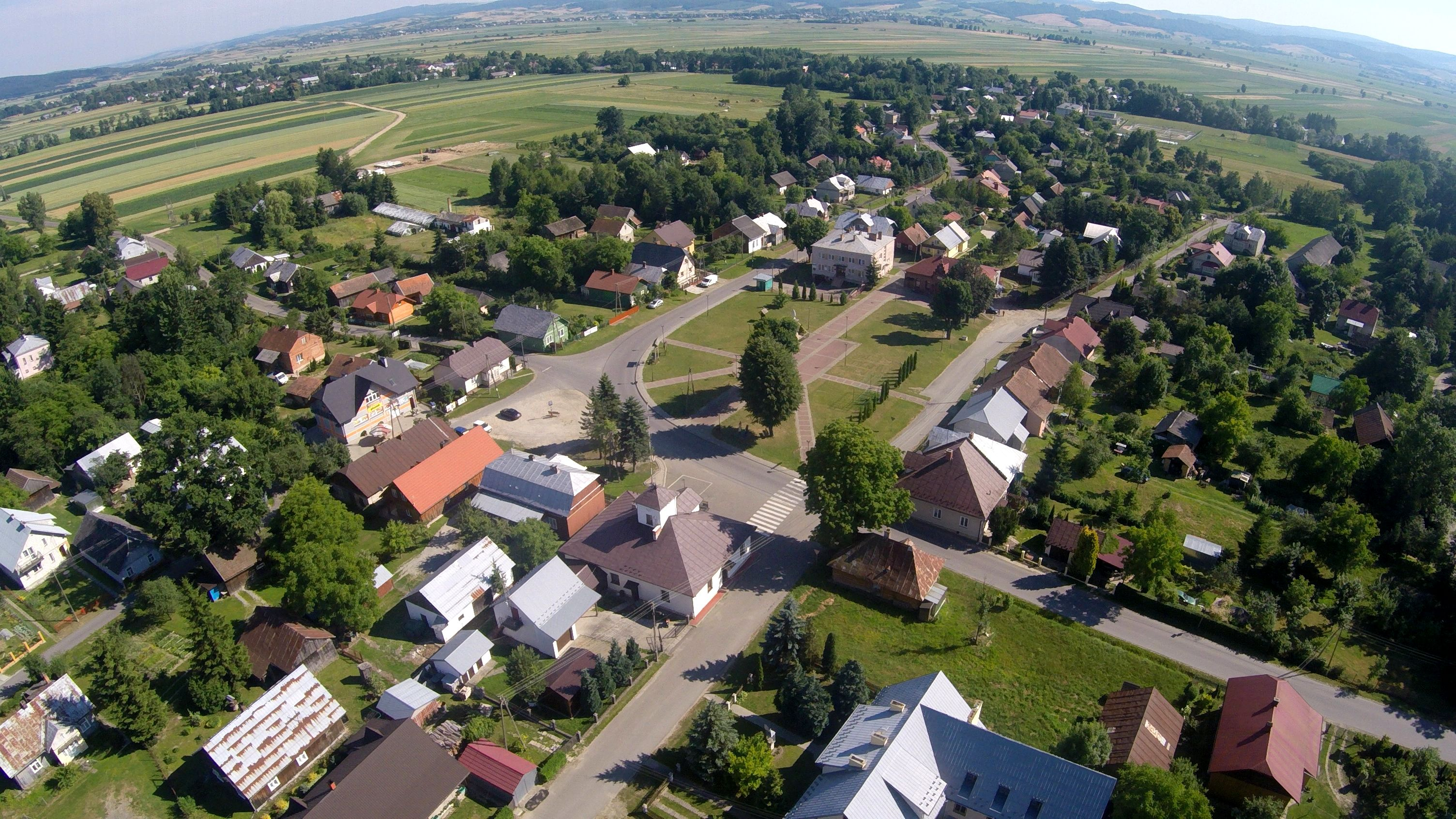
Jaćmierz z lotu ptaka

Jaćmierz uzyskał lokację miejską przed 1437 rokiem, zdegradowany w 1896 roku. Na przełomie XVI i XVII wieku Jaczmirz położony był w ziemi sanockiej województwa ruskiego. W latach 1954–1972 wieś należała i była siedzibą władz gromady Jaćmierz. W latach 1975–1998 miejscowość należała do województwa krośnieńskiego.
W 2020 Jaćmierz zamieszkiwało 801 osób.
W 2013 roku  przy Szkole Podstawowej w Jaćmierzu oddano do użytku Miasteczko Ruchu Drogowego. Wybudowane Miasteczko Ruchu Drogowego przeznaczone jest przede wszystkim dla rowerzystów i motorowerzystów oraz dla młodszych dzieci w celu nauki poruszania się jako piesi.

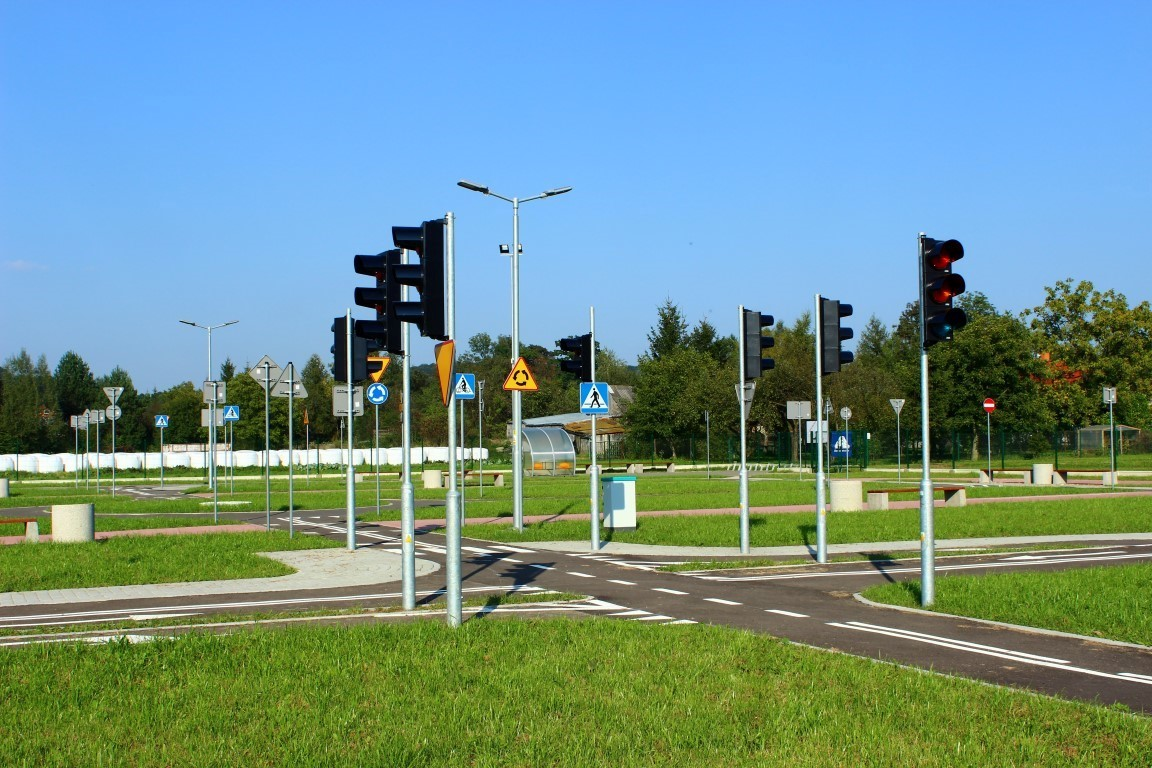
Miasteczko Ruchu Drogowego

## Integralne części wsi
| SIMC    | Nazwa      | Rodzaj    |
| ------- | ---------- | --------- |
| 0362890 | Stefanówka | część wsi |

## Historia
Za panowania Kazimierza Wielkiego w miejscu dzisiejszego Jaćmierza powstała niewielka osada. W 1390 rycerz Fryderyk Myssnar z Miśnii otrzymał wieś jako dar za zasługi wojenne od Władysława Jagiełły. W dokumencie z 1390, dotyczącym Jaćmierza w opisie granic wymieniono „...campum dictum Dlugie pole”. W 1390 król Władysław nadaje przywilej dla wsi Jaćmierz, której granice biegną, m.in. do potoku Siedliska, a tym potokiem do bagna.
W 1427 w dokumentach figuruje Jaćmierz, kiedy to Piotr Mleczko z Jedlicza, pożycza szlachetnemu Fryderykowi z Jaćmierza 100 marek. Prawa miejskie Jaćmierz ma od 1437. Miasto stanowiło następnie własność rodu Jacimierskich, którzy wywodzili się od wspomnianego Fryderyka Myssnara, z których Jan Jaćmierski podpisał w 1464 konfederację szlachty ze Lwowem. Nazwę miejscowości dawniej zapisywano jako: Oppido Iaczymyrz (1437), Iaczymyerz (1484), Jaczmyerz (1508), Jacimierz (1653). W owym czasie miejscowość leżała w dawnym województwie ruskim (ziemia sanocka). W 1460 odnotowano pierwszych rajców miejskich Michaela Naydethera i Stanisława Steala, którzy złożyli podpisy z okazji fundacji kościoła przez Fryderyka pana na Jaćmierzu. Pod koniec XV wieku własność Jakuba Pieniążka od 1493 wojskiego sanockiego, starosty sanockiego oraz jego żony Anny Zarszyńskiej, córki Stanisława Zarszyńskiego. W 1492 roku dobra Jaćmierz z przyległościami Jan Amor Tarnowski Junior kupił od braci Mikołaja, JanaBartłomieja Frysztackich za 4000 złotych węgierskich.
W II poł. XVI w. Jaćmierz był własnością Stanisława Drohojowskiego – kasztelana przemyskiego herbu Korczak (zm. ok. 1583) sekretarza królewskiego. Od 1558 funkcjonował dość krótko, zbór ewangelicki, kalwiński, a mecenasem kościoła był Stanisław Drohojowski kasztelan przemyski. Zbór przetrwał do najazdu tatarskiego w roku 1624.
Grunty miejskie dzielą się w tym czasie na niwy Piernikówka, Obszary, Podłe Błonie i Janikówka.
W XVII Jaćmierz był własnością Adama Bala – chorążego przemyskiego (zm. ok. 1646), w 1634 r. ożenionego z Reginą Konstancją z Konar. Potem Jaćmierz należał do wdowy po Adamie Balu. W XVIII do Śleszyńskiego, kasztelana brzeskiego, potem do wdowy Anastazji Grabowskiej Śleszyńskiej.
W 1795 Jaćmierz należał do Stanisława Grodzickiego herbu Łada, który zmarł bezpotomnie w roku 1818. W następnym roku bratanek Stanisława, Feliks Grodzicki, sprzedał Jaćmierz wraz z Posadą Jaćmierską Dolną, Posadą Jaćmierską Górną i Chmurówką Sebastianowi Ostaszewskiemu herbu Ostoja. Ten z kolei przepisał te dobra w roku 1832 swej córce, Marii z Ostaszewskich, żonie Franciszka Grotowskiego, po których dziedziczył ich syn, Leon Grotowski (ur. 1834, poseł do Rady Państwa), żonaty z Marią z hr. Starzeńskich (ur. 1845). Po Leonie i Marii Grotowskich dobra jaćmierskie otrzymał w spadku ich syn, Władysław Grotowski (1871-1930), żonaty ze Stanisławą z Dydyńskich. Ostatnim właścicielem był syn Władysława i Stanisławy Grotowskich, Franciszek (1906-1962). Po II wojnie światowej jego majątek został przejęty przez Skarb Państwa.
W Jaćmierzu od czasów lokacji miasta odbywały się trzy jarmarki w roku: 12 marca, 8 maja i 24 czerwca. Targi odbywały się co tydzień. Handlowano bydłem i końmi oraz drobnicą. W interesach przyjeżdżali kupcy z odległych stron. Z końcem XVIII w. notował Ewaryst Andrzej, hr. Kuropatnicki w swym "Opisaniu królestw Galicyi i Lodomeryi": Jaćmierz. Domu Grodzkich; wieś bardziej niż miasteczko, tak sławne ma jarmarki na konie i woły, iż dla koni szlachty i kupców z krakowskiego, sandomirskiego, z Węgier i Galicyi wielka liczba; a dla wołów kupców z Czech, Szląska, Morawy, Polski, bardzo wiele bywa.
Do majątku Grotowskich należała jedna z największych w całej Galicji hodowla bydła zarodowego rasy simentalskiej i berneńskiej, sprowadzonego ze Szwajcarii. Od tamtych czasów tradycję hodowlaną simentali podtrzymuje ośrodek bydła zarodowego w Odrzechowej. Istniały cechy rzemieślnicze: stolarski, ślusarski, tkacki, garncarski, garbarski, największym był cech szewski. Pod koniec XIX w. do nowych zajęć doszło chmielarstwo, a zbyt zapewniał nowo otwarty browar w Zarszynie.
W 1880 miasto liczyło 145 domów oraz 840 mieszkańców, wyłącznie Polaków.
W 1898 miasteczko (nm. Markt) liczyło 148 domów oraz 716 mieszkańców, w tym 650 rzymskich katolików oraz 52 żydów, językiem polskim posługiwało się 716 osób. Powierzchnia miasta wynosiła 4,06 km². Obszar dworski z folwarkiem Stefanówka wynosił 3,56 km² i zamieszkany był przez 32 osoby.
Całkowicie zniszczony przez armię rosyjską w 1915 r.
W roku 1929 miasteczko liczyło 620 mieszkańców, właścicielem większościowym był Leon Grotowski. W miasteczku funkcjonowała Kasa Stefczyka i Spółdzielnia Rolnicza. Działalność usługową prowadzili handlarz bydła Wilner A., kowal Lutecki S., rzeźnik Musiał k., sklepy E. Silbermana i B. Smolnickiego oraz gospoda K. Wilnera.
Obwód sanocki AK wydawał w czasie okupacji, tygodnik pt. Przegląd Tygodniowy wychodzący w Jaćmierzu pod red. Jana Radożyckiego.
Benedykt Gajewski stworzył publikację pt. Jaćmierz. Zarys monograficzny (2003).

### Kalendarium
- 1437 lokacja miasta na prawie magdeburskim;
- 1460 fundacja Fryderyka Jaćmirskiego syna Fryderyka Myssnara z Miśnii dla kościoła;
- 1530 i 1556 napad zbójników beskidzkich na miasto;
- 1558-1624 kościół zostaje zamieniony na zbór protestancki;
- 1624 spalenie kościoła przez Tatarów;
- 1640 budowa nowego, drewnianego kościoła fundacji Jana Kantego Oleszko;
- 1646 dotacja dla kościoła fundacji Reginy Konstancji z Konar Balowej, wdowie po Adamie Balu, chorążym przemyskim;
- 1664 erygowanie i poświęcenia przez biskupa przemyskiego Stanisława Sarnowskiego kościoła p.w. Najświętszej Marii Panny i Wszystkich Świętych;
- 1737 pożar kościoła;
- 1760 budowa kościoła fundacji Anastazji Grabowskiej Sleszyńskiej, poświęcenie w 1798;
- 1892 założono Kółko Rolnicze;
- 1897 zostały założone dwie Ochotnicze Straże Pożarne w mieście Jaćmierzu i Posadzie Jaćmierskiej;
- 1899 wybudowano sześcioklasową szkołę powszechną, do której uczęszczały dzieci i młodzież z okolicznych miejscowości: Górek, Bażanówki, Wzdowa i Strachocin;
- w XIX w. Jaćmierz pełnił funkcję centrum kulturalnego. W latach międzywojennych działał Klub Kawalerów, który organizował życie społeczno-kulturalne, działały dwa Koła Gospodyń: w Jaćmierzu i Posadzie Jaćmierskiej;
- 2005 rewitalizacja rynku w Jaćmierzu.

## Religia
W Jaćmierzu znajdują się dwa kościoły parafialne:
- rzymskokatolicki p.w. Wniebowzięcia NMP;
- polskokatolicki p.w. Najświętszego Serca Pana Jezusa.

## Architektura sakralna
- Rzymskokatolicki kościół parafialny p.w. Wniebowzięcia Najświętszej Maryi Panny wzniesiony został w poł. XVII w. Zniszczony przez pożar w 1737, został odnowiony i przebudowany w 1760. Rozbudowa objęła m.in.: wzniesienie dwóch wież i kruchty w fasadzie zachodniej, powiększenie zakrystii, wydzielenie trzech naw we wnętrzu. W XIX w., dobudowano do nawy dwie kaplice tworzące rodzaj transeptu. Kościół w Jaćmierzu jest jednym z nielicznych, dwuwieżowych kościołów drewnianych, naśladujących architekturę murowaną.
- Polskokatolicki, kościół parafialny p.w. Najświętszego Serca Pana Jezusa, drewniany, zbudowany w 1925.

## Obiekty zabytkowe
- Kościół Wniebowzięcia Najświętszej Maryi Panny w Jaćmierzu (przy nim działa Parafia Wniebowzięcia Najświętszej Maryi Panny w Jaćmierzu);
- pozostałości zespołu dworskiego (park i spichrz);
- szkoła elementarna z 1899;
- domy w rynku: pierwszy z poł. XIX, pocz. XX (nr 68), drugi, tzw. Kasa Szewczyka z 1935 (nr 137);
- zabudowa rynku;
- kaplica grobowa rodziny Ostaszewskich i Grotowskich z 1827 na cmentarzu;
- kapliczki przydrożne z XIX w.

## Osoby związane z Jaćmierzem
- Zbigniew Białecki (wynalazca) – polski chemik;
- Edward Gniewosz – honorowy obywatel z 1892[11];
- Maciej Augustyn – polski pisarz, autor artykułów opisujących dawne Bieszczady w miesięczniku „Bieszczad”[12];
- Maria Augustyn, z domu Musiał (1910-1997) – nauczycielka, poseł na sejm PRL;
- Leon Grotowski – poseł do Rady Państwa, członek rady powiatu sanockiego, właściciel dóbr;
- Stanisław Haduch (1844-1917) – budowniczy oraz pierwszy dyrektor gimnazjum w Jaćmierzu, upamiętniony tablicą pamiątkową ustanowioną w 1964 na gmachu starej szkoły w Jaćmierzu z inicjatywy Józefa Stachowicza, wykonaną przez Romana Tarkowskiego[13];
- Stanisław Haduch, lekarz i oficer[14];
- Stanisław Jakiel – w latach 1957-1983 biskup sufragan diecezji przemyskiej;
- Janusz Konieczny – senator RP w latach 2001–2005;
- ks. Bronisław Józef Kraus (ur. 1 lutego 1923 w Jaćmierzu) – s. Stanisława i Zofii z d. Ochęduszko. Uczestnik kampanii wrześniowej, męczennik więzienia hitlerowskiego w Nowym Sączu;
- Mieczysław Malik (1921-1990) – rzeźbiarz ludowy;
- Tadeusz Jan Ochęduszko – major piechoty Wojska Polskiego II RP i Polskich Sił Zbrojnych na Zachodzie.
- Józef Stachowicz (1900-1985) – pedagog, polonista, organizator tajnego nauczania w pow. sanockim w okresie okupacji;
- Henryk Stankiewicz (1900-1942) – działacz ludowy w okresie międzywojennym, prezes Stronnictwa Ludowego w latach trzydziestych, łącznik AK w latach II wojny św., twórca BCh na terenie powiatu sanockiego. Zastrzelony przez gestapo 21 września 1942[a];
- Jan Szot – działacz ludowy, społecznik organizator OSP w Posadzie Jaćmierskiej i Jaćmierzu, założyciel Kółka Rolniczego w Posadzie Jaćmierskiej;
- Roman Wolański – w II wojnie światowej kurier „Roman” w Jaćmierzu;
- Zbigniew Ząbkiewicz – rzeźbiarz ludowy;
- Zygmunt Żyłka-Żebracki – kawaler Krzyża Złotego i Krzyża Srebrnego Orderu Wojennego Virtuti Militari.

## Drogi krajowe
Wieś położona jest 5 km od drogi krajowej nr 28 Zator – Wadowice – Nowy Sącz – Gorlice – Biecz – Jasło – Krosno – Sanok – Medyka.